# Fredensborg-Humlebæk Kommune
Fredensborg-Humlebæk Kommune war eine dänische Kommune im damaligen Frederiksborg Amt, Nordseeland. Sie befand sich zwischen Helsingør und Hillerød. Während Humlebæk an der Øresundküste liegt, befindet sich Fredensborg weiter westlich im Landesinneren.
Die Kommune wurde mit der Karlebo Kommune zur neuen Fredensborg Kommune vereinigt.

## Entwicklung der Einwohnerzahl
(jeweils zum 1. Januar)
- 1980 – 17.320
- 1990 – 18.707
- 2000 – 19.461
- 2003 – 19.946
- 2005 – 20.024

## Sehenswürdigkeiten
- das international herausragende Louisiana Museum of Modern Art mit Skulpturenpark am Strandvej in Humlebæk
- Schloss Fredensborg